# Pöttyös utca metróállomás
A Pöttyös utca a budapesti M3-as metróvonal egyik állomása az Üllői út/Pöttyös utca kereszteződésénél, a Határ út és az Ecseri út között. A megállót 1980. március 29-én adták át a M3-as metróvonal II/A szakaszával. Az állomást 2019. április 6-a és 2020. október 22-e között a vonal déli szakaszának rekonstrukciója miatt lezárták.

## Jellemzői
Az állomás szélsőperonos kialakítású, kéregvezetésű formában épült, 5,60 méterrel van a felszín alatt. Az állomás Ecseri út felőli végén található a kijárat, hagyományos lépcsők vezetnek fel az állomásnak helyt adó épületbe.
| Pöttyös utca | Az állomásnak nappali tömegközlekedési kapcsolatai nincsenek. | József Attila-lakótelep |

## Galéria

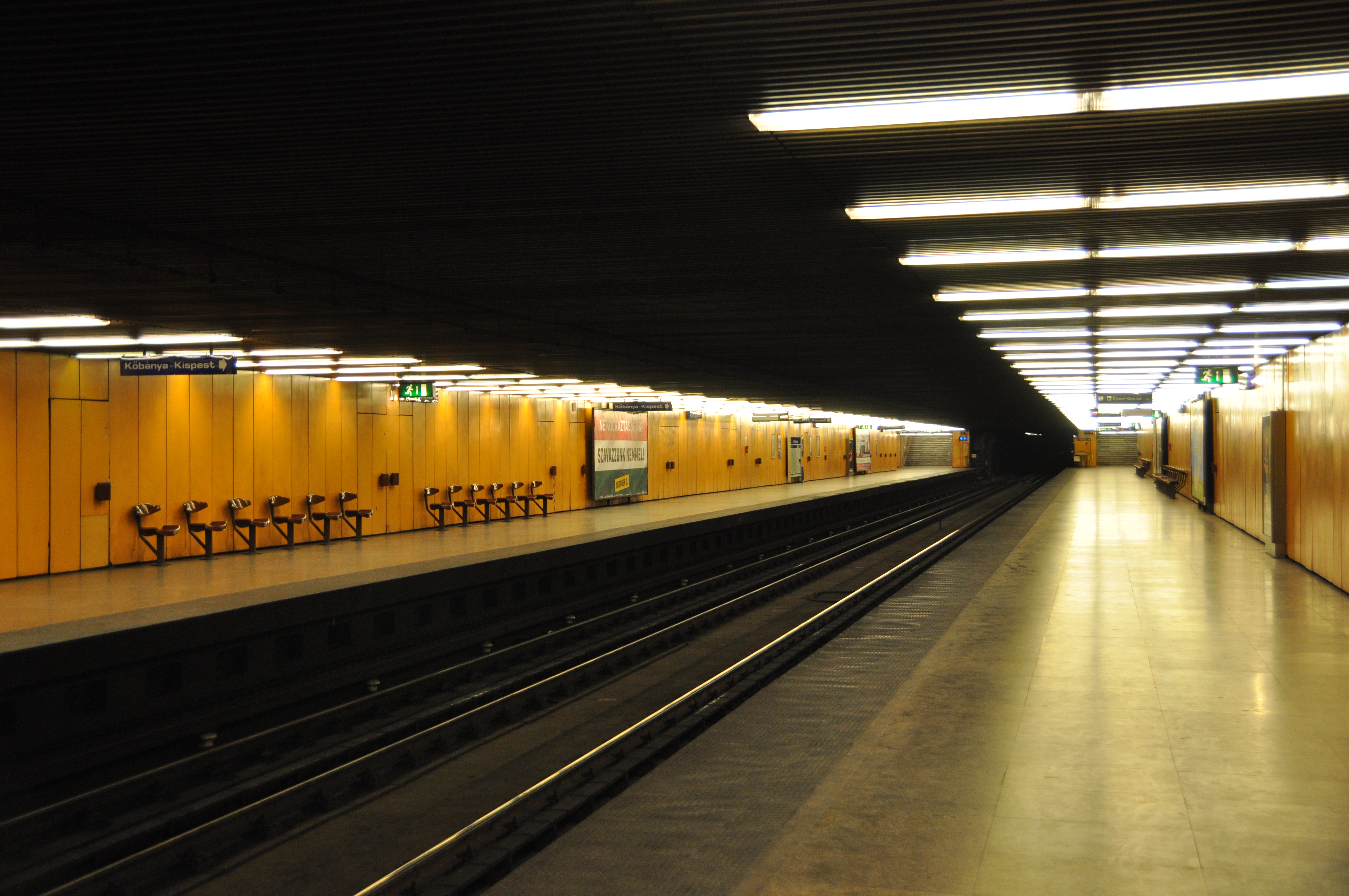
Az állomás a felújítást megelőzően, az Újpest irányú peronról nézve
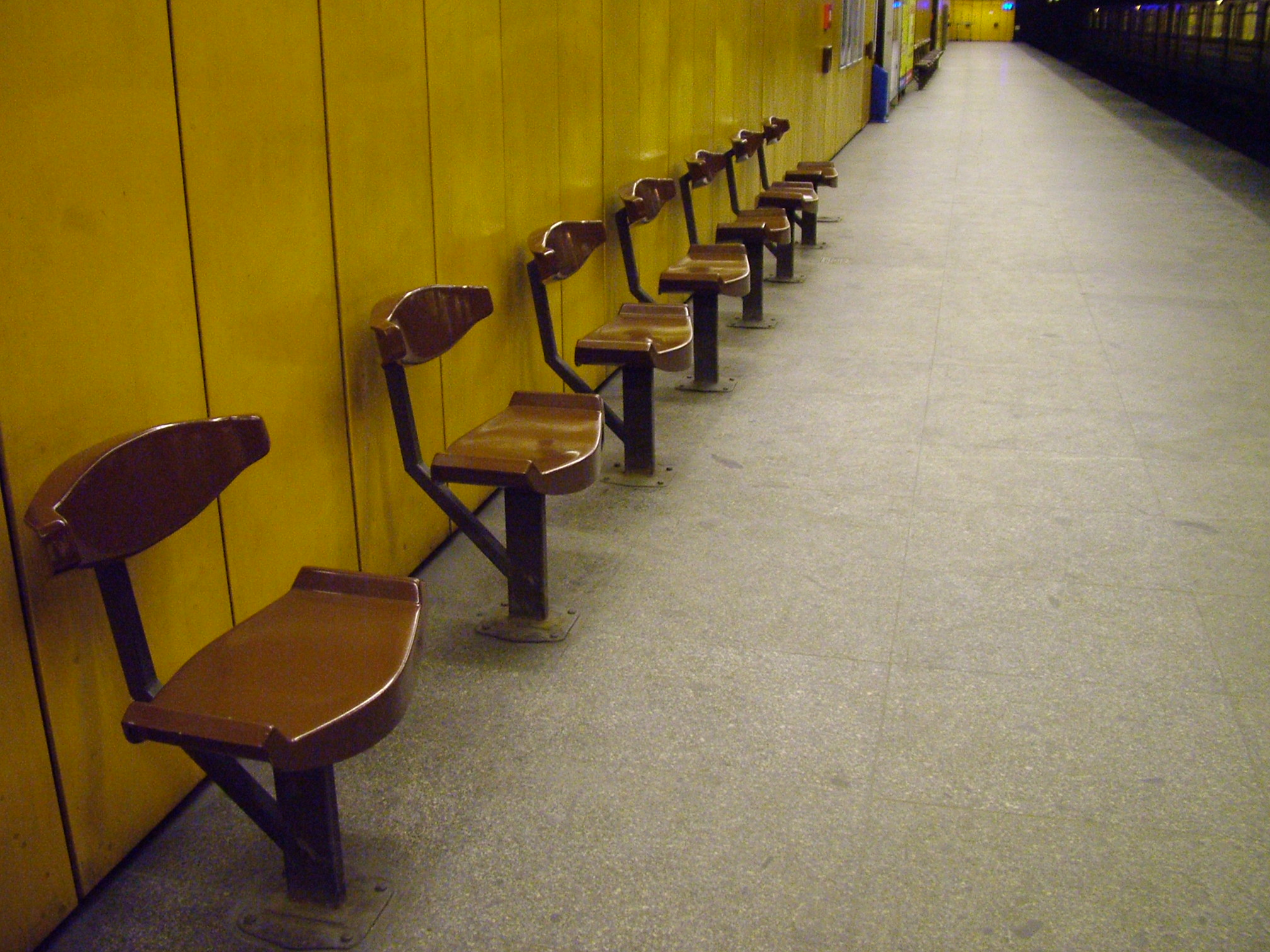
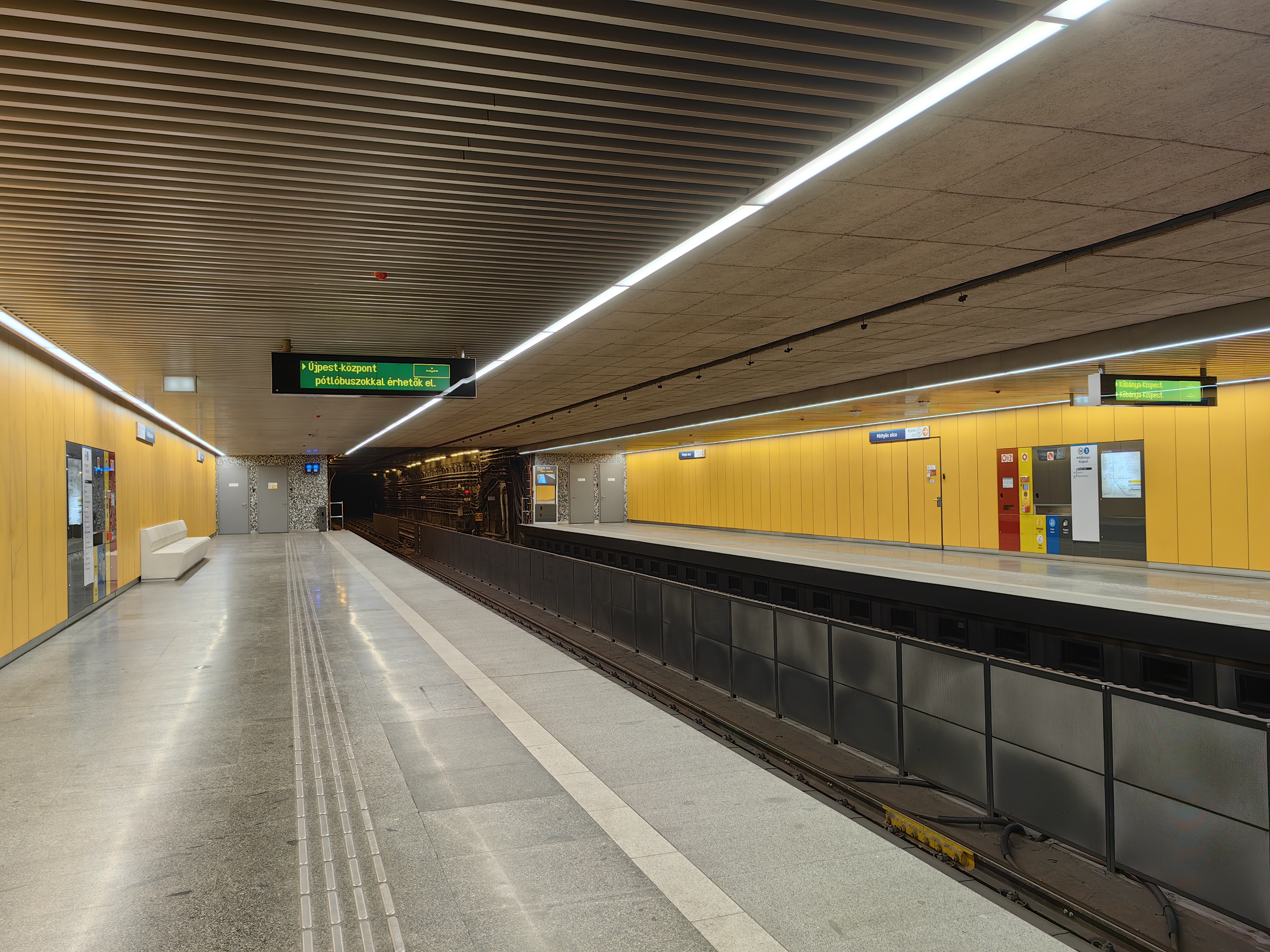
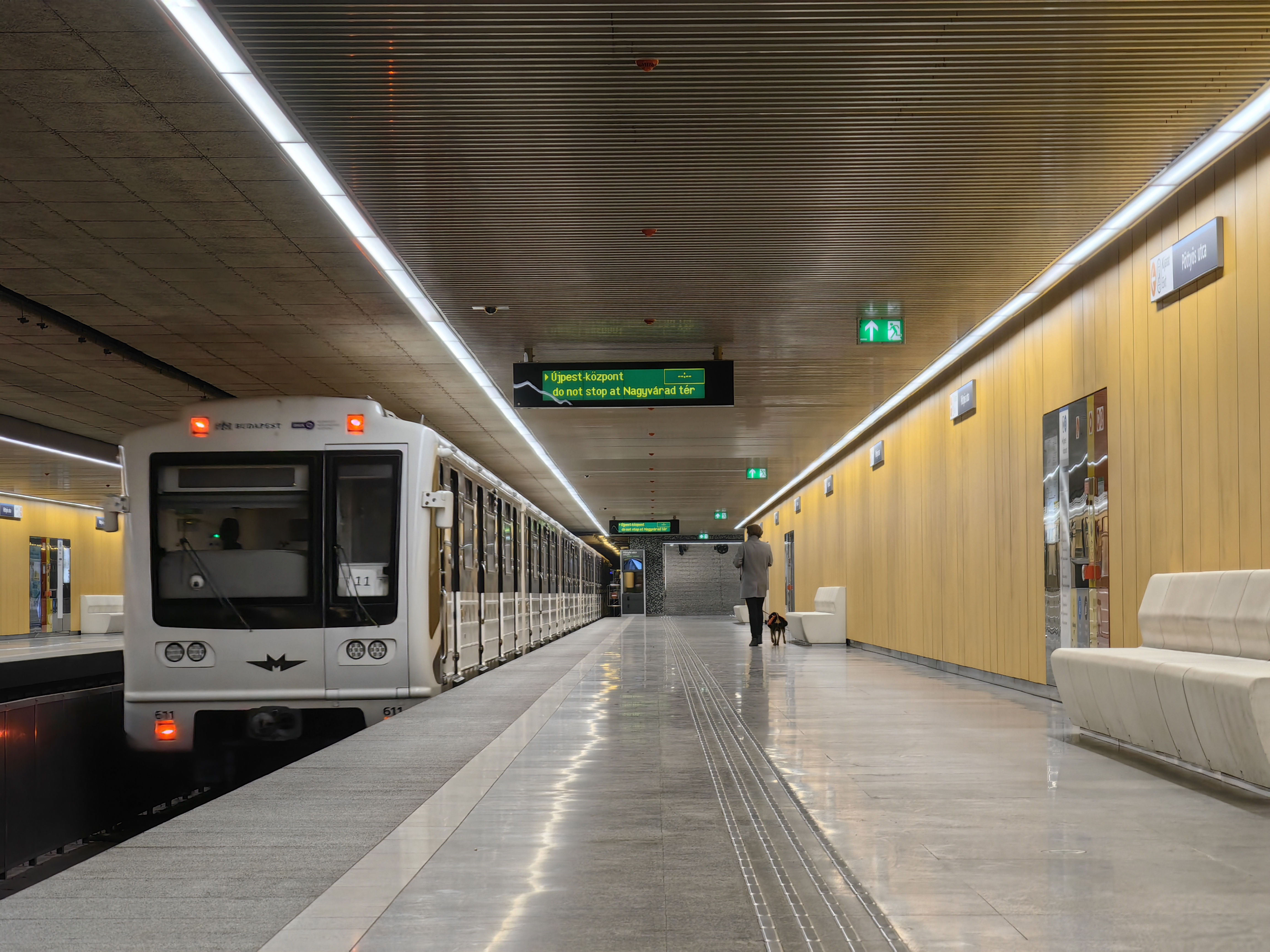
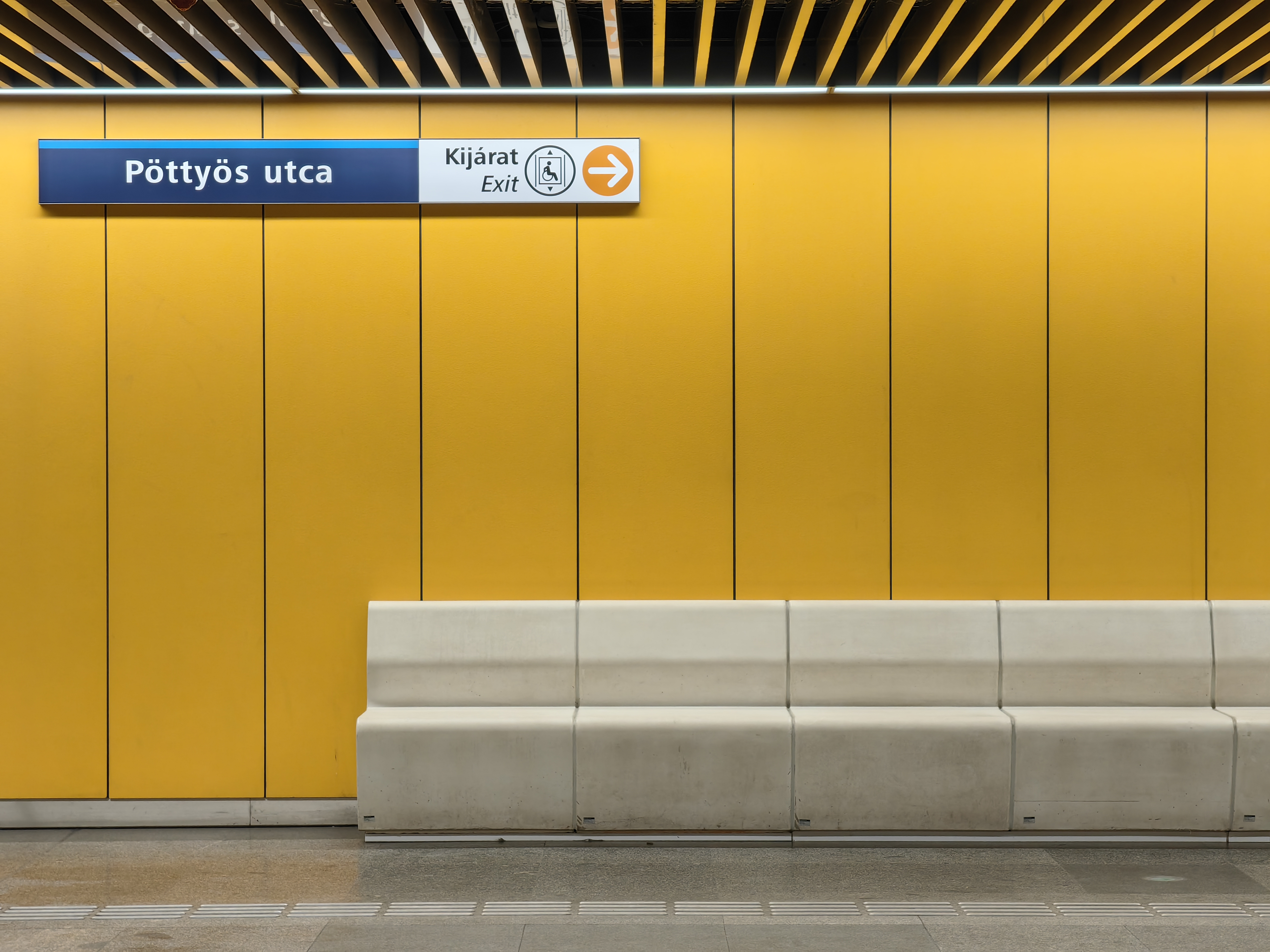